# Exeter House

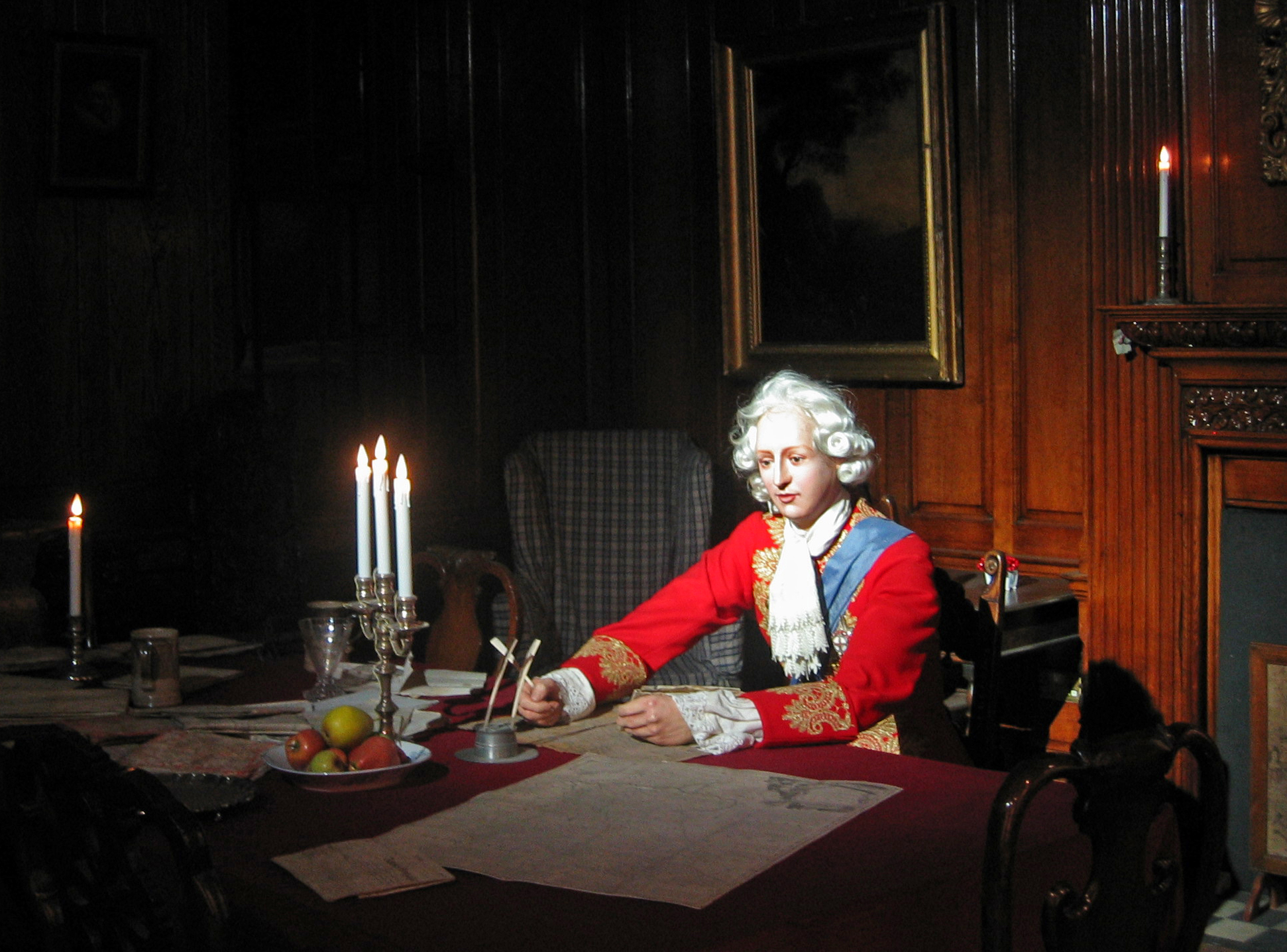
Reconstitution du salon d'Exeter House au Derby Museum and Art Gallery

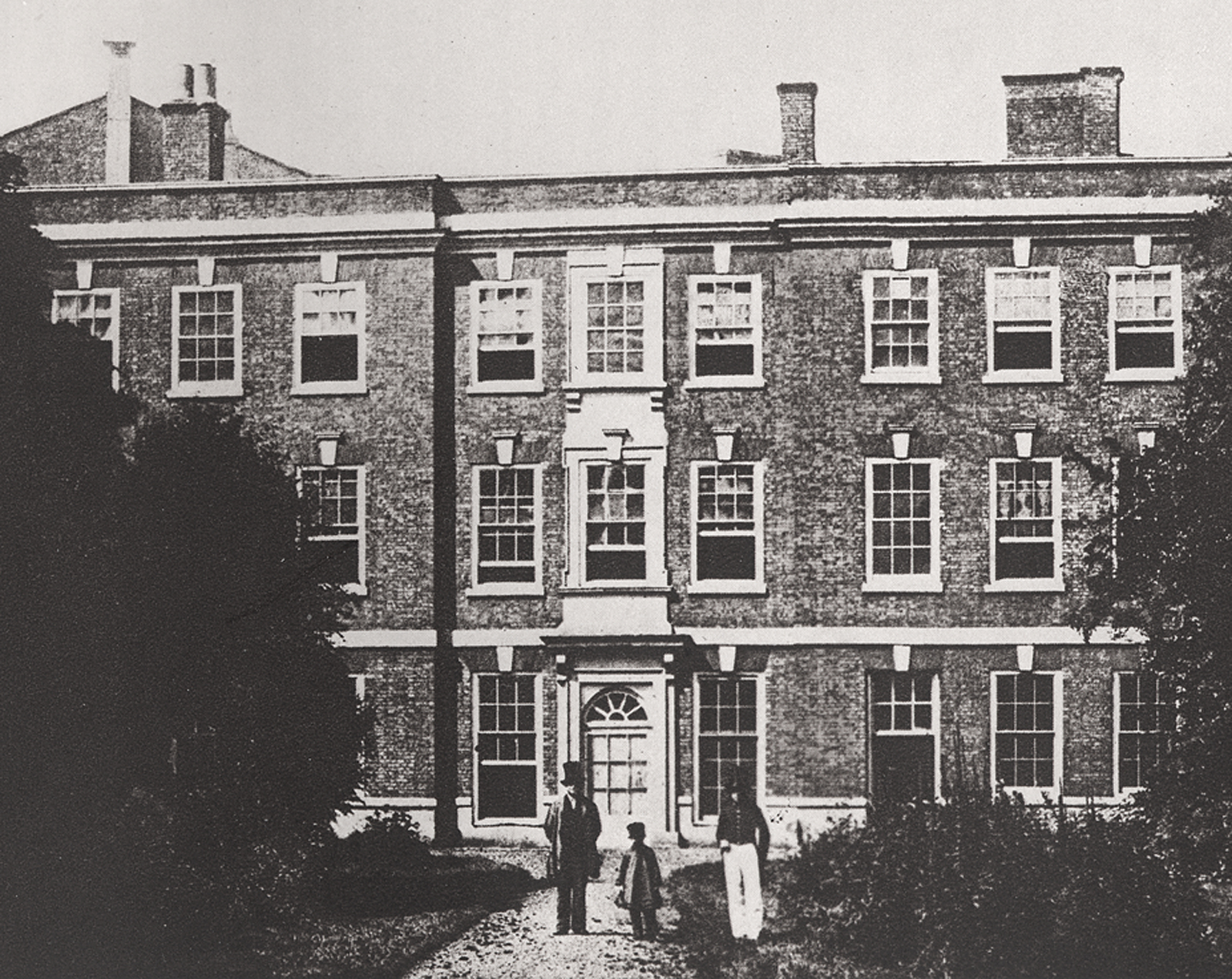
Exeter House en 1853

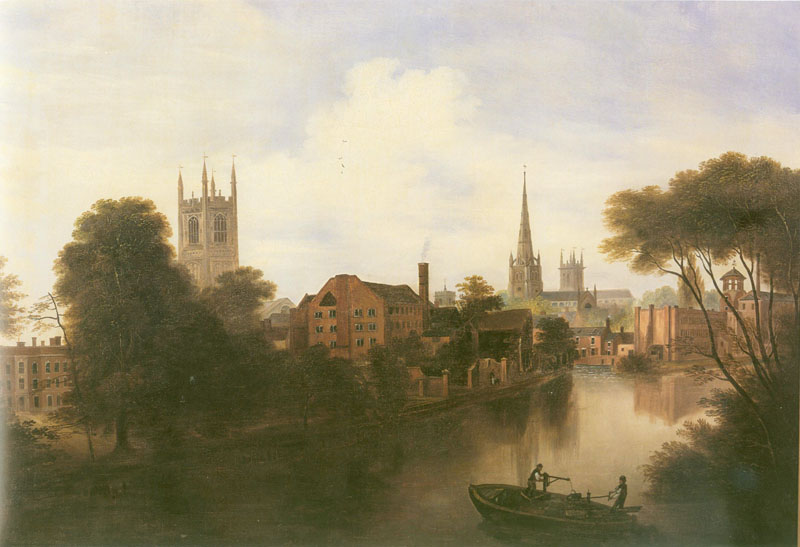
Vue depuis le pont d'Exeter par Robert Bradley. L'église avec la flèche est l'église St Alkmund et le bâtiment tout à gauche est Exeter House

Exeter House est un manoir en brique du début du XVIIe siècle qui se trouvait dans Full Street à Derby avant d'être démoli en 1854. Il a été nommé d'après les Marquis d'Exeter, à qui cette demeure a appartenu jusqu'en 1757. Ce manoir a été notamment connu pour avoir accueilli Charles Édouard Stuart pendant le soulèvement des Jacobites de 1745. Exeter House fut remplacée par des bureaux, qui furent à leur tour remplacés en 1935, par un tribunal d'instance construit par Charles Aslin, architecte de la ville. Ce tribunal a été fermé début 2004 et le bâtiment est désormais vide et les ouvertures condamnées. Le conseil communal n'a pas encore décidé de son sort.

## Histoire
C'est là que Charles Édouard Stuart (dit « Bonnie Prince Charlie » ou « le Jeune Prétendant » par les Whigs) s'installa le 4 décembre 1745. Son hôte fut la mère de Samuel Ward, qui était le goûteur du Jeune Prétendant.
Le matin du 5 décembre, un conseil de guerre fut convoqué à Exeter House. Le commandant des forces armées du prince, George Murray, soutint que le manque de soutien des Français et des Jacobites anglais rendait la victoire peu probable et donc la retraite nécessaire. Le prince refusait de battre en retraite et certains membres du conseil protestèrent fermement et agressivement contre l'abandon de leur progression sur Londres. Le prince convoqua une nouvelle fois le conseil plus tard dans la journée, et prit la décision de reculer; il quitta Exeter House le matin suivant. Avant de partir, il donna à la mère de Samuel Ward une bague en diamant pour les remercier de leur aide. La décision de battre en retraite voulait dire que le prince Charles n'irait pas prendre la couronne de George II et son armée repartit en Écosse, où ils furent finalement vaincus en 1746 lors de la bataille de Culloden.
Après la mort de Brownlow Cecil, 8e Earl d'Exeter, en 1754, le manoir fut vendu en 1757 par sa veuve à John Bingham, maire de Derby cette année-là. Il y vécut jusqu'à sa mort en 1773, après quoi Jedediah Strutt l'acheta en 1795. Ce dernier vécut dans cette demeure jusqu'à sa mort en 1797. Le dernier propriétaire fut un avocat, William Eaton Mousley, deux fois maire de Derby, qui, après avoir apporté quelques modifications au manoir dans les années 1830, fit démolir la maison en 1854; il pensait qu'Exeter House était trop grande pour être bien entretenue, et empêchait en plus d'apporter des améliorations au pont d'Exeter.
Alors qu'il visitait Exeter House en 1839, Philip Henry Stanhope, remarqua que le salon du premier étage, dans lequel se tint le second conseil de guerre, était resté « (...) inchangé, ses murs lambrissés avec du vieux chêne, très sombre et très beau (...) ». On pouvait y accéder par un escalier en bois de chêne sombre avec une balustrade sculptée. Un autre visiteur, une certaine Mrs. Thompson, décrivit la maison comme se tenant en retrait de Full Street dans une petite cour rectangulaire. Le large escalier montait du petit hall d'entrée au salon. Des deux côtés du salon se trouvaient des petites pièces lambrissées qui avait servi de chambres pour le prince et ses officiers. Un salon spacieux (modifié par Mousley), au rez-de-chaussée, donnait accès à un jardin tout en longueur, clôturé avec de hauts murs, qui allait jusqu'au bord de la rivière.
Mousley avait l'intention de vendre les lambris de la demeure par lots séparés. Cependant Michael Thomas Bass, Lord Stanhope et William Bemrose, parmi d'autres, firent appel et persuadèrent Mousley d'annuler les ventes. Les lambrissages du salon furent transportés aux caves des salles de réunion de Derby. Ils furent ensuite réassemblées dans le Derby Museum and Art Gallery.
Ci-dessous, un extrait de History of Derby de Stephen Glover (1843) :

« Exeter House, le manoir qui communique avec Full Street, de ses liens avec l'histoire de ce comté, en l'année 1745. À cette époque il appartenait à l'Earl d'Exeter, et le prince Charles Édouard, communément appelé « le Jeune Prétendant » y prit ses quartiers, et convoqua un conseil de guerre dans le Salon de Bonnie Prince Charlie (désormais utilisée comme salon) avant de décider de battre en retraite. Cette demeure fut occupée par la suite d'un ancêtre de William Strutt, esq., et par d'autres familles, et est maintenant la résidence de William Eaton Mousley, esq., à qui elle appartient. »